# Цыпкин, Михаил Самуилович
Михаи́л Самуи́лович Цы́пкин (Ци́пкин) (при рождении Моисей Самуилович; 14 (26) марта 1889 год, Вильна — 21 апреля 1938, Ленинград) — организатор советского кинопроизводства, деятель профессионального образования, изобретатель, редактор, первый заведующий кафедрой кинотехники Ленинградского института киноинженеров (ЛИКИ).

## Биография
Родился в Вильне в семье заведующего начальной еврейской школой русской грамотности. Учился в Первой виленской гимназии. Не позднее 1909 года поселился в Санкт-Петербурге, где уже жили его старшие братья. В адресных книгах Санкт-Петербурга за 1909—1917 годы указывается как потомственный почётный гражданин. В 1916 году окончил электротехническое отделение Императорского Санкт-Петербургского политехнического института.
В 1916—1925 годах работал заведующим монтажным отделом во Всеобщей компании электричества (с 1922 года — управлении предприятиями Электромашиностроительного треста, с июня 1925 года — Государственного электротехнического треста (ГЭТ)).
В 1919—1926 годах — заведующий Курсами киномехаников в Петрограде. В 1919—1920 годах являлся членом технического совета при Петроградском фотокинокомитете. В 1921—1924 годах преподавал в Хозяйственной академии РККА и Флота. В 1921—1927 годах — начальник электротехнических курсов отдела просвещения (Дорпрофорб) Северо-Западной железной дороги.
В 1926—1930 годах — заведующий учебной частью, заместитель заведующего Ленинградским фотокинотехникумом имени А. В. Луначарского. В 1926—1927 годах — член межведомственного Киносовещания при Ленинградском губернском политико-просветительном комитете (Ленполитпросвете).
В 1930—1932 годах — технический директор Государственного оптического завода (ГОЗ). Вёл конструкторскую работу по киноаппаратуре. Одновременно читал лекции в Ленинградском политехническом институте. Входил в состав правления Научно-исследовательского кинофотоинститута  (НИКФИ) (1930).
В 1932—1934 годах — заместитель директора по учебной части и начальник научно-производственного сектора Ленинградского института киноинженеров (ЛИКИ). В сентябре 1932 года был назначен первым заведующим кафедрой кинотехники ЛИКИ. В ноябре—декабре 1933 года — временно исполняющий делами директора ЛИКИ. В 1934—1936 годах — заведующий кафедрой кинотехники, заведующий кинотехнической лабораторией ЛИКИ, исполняющий обязанности профессора. Являлся одним из организаторов ЛИКИ, под его руководством были созданы научные лаборатории и привлечены квалифицированные профессорские кадры.
Одновременно работал заместителем директора по учебной части, председателем методического совета Ленинградского центрального кинокомбината заочного образования (1932—1934).
С 1934 года работал в основном в Москве, в Главном управлении кинофотопромышленности (ГУКФ) при СНК СССР. В 1934—1936 годах — заместитель начальника технического сектора и главного инженера ГУКФ, помощник начальника ГУКФ по вопросам механической базы. В 1936—1937 годах — временно исполняющий обязанности управляющего трестом «Киномехпром», главный инженер ГУКФ.
В июне 1936 года на Всесоюзном совещании представителей центральных и республиканских киностудий, посвящённом развитию производства цветных фильмов, совместно с  С. Н. Бронштейном выступил с основным докладом. В феврале 1937 года был назначен начальником сектора цветного кино Главного управления кинематографии (ГУК) Всесоюзного комитета по делам искусств при СНК СССР. Сектор руководил всеми вопросами кинопроизводства цветных фильмов в стране. Параллельно продолжал выполнять обязанности главного инженера ГУК. В апреле 1937 года был подвергнут критике в центральной печати. В феврале 1938 года в связи с болезнью был освобождён от работы в ГУК.
Член редколлегии журнала «Советская кинофотопромышленность». Автор ряда изобретений в области электротехники.
В 1929—1930 годах избирался кандидатом в члены Ленсовета.
Умер 21 апреля 1938 года в Ленинграде от туберкулёза лёгких.

### Семья
- отец — Самуил Моисеевич (Шмуэл-Михель Мовшевич) Цыпкин (1847—1917), заведующий начальной еврейской школой русской грамотности в Вильне[28];
- мать — Анна Григорьевна (Гена-Рахля Генаховна) Цыпкина (1866—1939)[1];
- брат — Герман Самуилович Цыпкин (1879—?), вольнопрактикующий врач в Санкт-Петербурге[29][30];
- брат — Павел Самуилович Цыпкин (1885—1956)[31], кандидат прав, автор научных трудов по юриспруденции[32][33], помощник Обер-Секретаря Второго Департамента Правительствующего Сената[34], в 1920 годы член коллегии защитников[35];
- брат — Пётр Самуилович Цыпкин (1897—1938)[36][37], начальник 5-го отдела штаба Ленинградского военного округа, интендант 2-го ранга[38].
- жена — Елена Владимировна Цыпкина (1891—?)[2].

## Награды
- орден Трудового Красного Знамени (11 января 1935) — «за особые заслуги в области создания и развития советской кинематографии»[39][40].